# Helen Stellar
Helen Stellar est un groupe de rock alternatif américain, originaire de Los Angeles, en Californie. Ses membres sont Jim Evens (voix et guitare), Clif Clehouse (batterie), Dustin Rubbles (basse) et Eli Lhymn. Bien qu'il n'ait de contrat avec aucune maison de disque, le groupe jouit d'un important succès dans la radio et les musiques de films grâce à l'aide de célébrités comme le DJ Nic Harcourt ainsi que les réalisateurs Cameron Crowe et Gregg Araki.

## Biographie
Helen Stellar se forme à Chicago en 2000 et se compose initialement de Jim Evens, Clif Clehouse et Steve Bishop (basse). Evens et Clehouse avaient travaillé ensemble dans un restaurant et Bishop et Evens se connaissaient de l'école. Après le début du groupe, ils déménagent à Madison, dans le Wisconsin, où ils se concentrent sur le développement de leur musique tout en travaillant à temps partiel. En 2001, ils envoient leur premier album indépendant, The Newton EP, à Nic Harcourt, animateur de l'influente émission radiophonique Morning Becomes Eclectic, qui diffusera alors plusieurs chansons. Après avoir vu le groupe en live et en réponse à son succès, Harcourt invite Helen Stellar à jouer en live dans son émission. Le groupe enregistre leur second EP Below Radar à Madison en 2002, avant d'acheter un bus pour visiter la Californie. Une fois sur la côte ouest, l'autobus tombe en panne. Sans assez d'argent pour réparer le véhicule ou rentrer, Helen Stellar s'installe alors à Los Angeles. Steve Bishop quitte le groupe en 2004 et est remplacé pas Dustin Robles. En 2009, le guitariste Eli Lhymn rejoint le groupe.
Un employé de Amoeba Music, Evens fait la promotion du groupe à ses clients. L'un d'eux est un ami du réalisateur Cameron Crowe,. Connu pour utiliser des artistes sans label et inconnus comme The Smashing Pumpkins dans ses films, Crowe a déclaré que le fait de découvrir Helen Stellar par son ami et la chanson IO issue de Below Radar était « probablement la découverte la plus aléatoire de tous les morceaux que nous avons utilisé. » En 2005, Crowe ajoute IO (This Time Around) à la bande originale de son film Rencontres à Elizabethtown. IO (This Time Around) apparaît également sur les bandes sonores des films Henry Poole (2008) et Love Happens (2009).
En 2006, Cameron Crowe publie des chansons issues des trois EPs du groupe avec plusieurs démos inédites dans un album en vinyle à édition limitée intitulée A Prayer to Myself, via sa société Vinyl Films. 
Le réalisateur indépendant Gregg Araki présente aussi Helen Stellar dans son film Kaboom de 2010, qui a remporté le premier prix de la Queer Palm au Festival de Cannes. Dans le film, le groupe chante "Our Secrets" de l'EP I'm Naut What I Seem lors d'un concert. Le groupe était au cœur de la création du film, comme Araki le déclare au Guardian : « J'écris avec de la musique tout le temps, elle fait partie intégrante de l'atmosphère et de l'esprit de mes films. »
Au cours d'une brève séparation du groupe en 2008, Jim Evens travaille sur un projet parallèle. Sous le nom de Jim, Son of James, il sort un EP intitulé The Disappearing Twin. Helen Stellar sort leur premier album studio, If The Stars Could Speak, They Would Have Your Voice, en 2010. La chanson The Disapearing Twin de cet album apparaît également dans le film Kaboom.

## Discographie

### Albums studio
- 2006 : A Prayer to Myself
- 2010 : If The Stars Could Speak, They Would Have Your Voice

### Singles et EP
- 2001 : Pop Song (single)
- 2002 : The Newton EP (EP)
- 2003 : Below Radar (EP)
- 2005 : I'm Naut What I Seem' (EP)